# Blitzer (Drucktechnik)

Beispiel für Blitzer durch Auftragen der Farbe mittels verschiedener Rollen

Blitzer wird eine im Druckwesen unschöne Erscheinung auf dem bedruckten Druckbogen genannt, wenn dort Papierweiß zu sehen ist, wo es nicht gesehen werden soll. 
Es gibt zwei Arten von Blitzern. An der Schnittkante treten Blitzer in der Weiterverarbeitung auf, wenn der Druckbogen ungenau zugeschnitten wird und das Motiv exakt auf dem späteren Papierrand enden soll. Um diese Art Blitzer zu vermeiden, legt man bereits in der Druckvorstufe im Layoutprogramm einen überstehenden Rand Anschnitt/Beschnitt des Motivs an, der in der Weiterverarbeitung abgeschnitten wird (sogenannter abfallender Druck). In der Regel beträgt dieser 2 bis 3 mm, je nach Produkt auch mehr. Damit ist gewährleistet, dass auch bei technisch bedingten Toleranzen in der Weiterverarbeitung keine Blitzer auftreten.
Zum anderen treten Blitzer zwischen aneinandergrenzenden, unterschiedlich farbigen Elementen auf: Im Mehrfarbendruckwerk werden dem Papierbogen nacheinander mehrere unterschiedliche Farben aufgedruckt. Es reichen nur wenige tausendstel Millimeter, um einen Blitzer entstehen zu lassen. Um dem entgegenzuwirken, stellt man im Layoutprogramm benachbarte Elemente auf Überfüllen bzw. Unterfüllen (Trapping).
Tritt ein Blitzer auf, so kann dies ein Fehler des Druckers sein, der dafür verantwortlich ist, alle Farben mit dem gleichen Stand (s. Passkreuze, Bogenkontrollelemente) übereinander zu drucken. Ist ihm dies nicht möglich, können unter anderem kritische Feuchtegehalte des Bedruckstoffs, Fehler in der Druckplattenherstellung oder überholungsbedürftige Druckwerke Ursache des Passerproblems sein. 